# Effondrement des carrières de Clamart et d'Issy-les-Moulineaux en 1961
L'effondrement des carrières de Clamart et d'Issy-les-Moulineaux en 1961 est une catastrophe survenue le premier juin 1961, lorsque des carrières souterraines de craie s'effondrèrent après de fortes pluies, entraînant la mort de vingt-et-une de personnes, et quarante-cinq personnes blessées.

## Déroulement
L'épicentre du sinistre se trouve autour de la rue Antoine-Courbarien, entre le boulevard Rodin à Issy-les-Moulineaux et l'avenue Henri-Barbusse à Clamart. Deux explosions bien séparées provoquent la somme des dégâts engendrés, la première à 10h30 à la suite de laquelle le stade de sport s'affaisse dans un bruit retentissant, puis la deuxième trente minutes plus tard. Plusieurs maisons et des immeubles, six rues s'effondrent en quelques instants. Vingt-trois immeubles sont détruits.
Le Parisien libéré titre alors « la terre s'ouvre, un quartier disparaît ».

## Causes
Les causes de la catastrophe n'ont jamais été prouvées avec certitude. On a évoqué en premier lieu le mauvais état de la carrière, un attentat à l'explosif de l'OAS contre l'Hôpital d'instruction des armées Percy, mais aussi le stockage de munitions de la cartoucherie Gévelot,.
L'enquête officielle révèle que la carrière était un réseau de caves tenant sur des piliers de 10 mètres d'épaisseur, et que l'un d'eux aurait cédé sous la pression des fortes pluies. Du béton a été injecté pendant des mois dans les carrières pour les combler et reconstruire par dessus.
Une analyse technique menée en 2018 confirme que la carrière de craie sous laquelle se tenait le quartier écroulé était propice à l'effondrement. En cause deux niveaux de développement des mines de craie suivant un schéma d'exploitation irrégulier et présentant de nombreux désordres, ainsi que l'extension en tous sens du quartier supérieure à la profondeur qui le sous-tend.

## Reconstruction
Le quartier est complètement reconstruit dans les années 1970. On y édifie notamment les tours de la Z.A.C. Rodin.
Le 11 juin 2011, une plaque commémorative sur les lieux de l'accident et rendant hommage aux victimes. 

### Filmographie
- A Clamart, vingt morts dans les décombres du quartier effondré, Journal Les Actualités Françaises, sur INA.fr (7 juin 1961).